# Callirrhoe (księżyc)
Callirrhoe (Jowisz XVII) – niewielki zewnętrzny księżyc Jowisza. 

## Odkrycie
Został odkryty w programie Spacewatch na serii zdjęć wykonanych od 6 października do 4 listopada 1999 roku. Pierwotnie uznany został za planetoidę i oznaczony symbolem 1999 UX18. Dopiero Tim Spahr 18 lipca 2000 roku zauważył, że krąży ona wokół Jowisza.

## Nazwa
Nazwa satelity pochodzi od mitycznej Callirrhoe, matki Ganimedesa.

## Charakterystyka fizyczna
Callirrhoe ma około 8,6 km średnicy. Średnia gęstość tego ciała to ok. 2,6 g/cm3, a składa się przeważnie z krzemianów. Albedo satelity wynosi około 0,04. Z Ziemi można go zaobserwować jako obiekt o jasności wizualnej co najwyżej 20,8 magnitudo.
Callirrhoe obiega Jowisza ruchem wstecznym, czyli w kierunku przeciwnym do obrotu planety wokół własnej osi. Satelita należy do grupy Pazyfae.